# Acropora pruinosa
Acropora pruinosa е вид корал от семейство Acroporidae.

## Разпространение
Видът е разпространен във Виетнам, Китай, Провинции в КНР, Тайван, Южна Корея и Япония.

## Описание
Популацията на вида е намаляваща.